# Aalbæk Station
Ålbæk Station – eller Aalbæk Station – er en dansk jernbanestation beliggende i byen Ålbæk i Nordjylland 21 km sydvest for Skagen og 20 km nord for Frederikshavn.
Ålbæk Station ligger på Skagensbanen mellem Skagen og Frederikshavn. Stationen åbnede i 1890. Den betjenes i dag af tog fra jernbaneselskabet Nordjyske Jernbaner, der kører hyppige lokaltog mellem Skagen og Frederikshavn.

## Historie
Stationen åbnede ved banens start 24. juli 1890 og havde fra starten både krydsningsspor og læssespor. Sidesporet blev benyttet til godstransport indtil 1994, i de sidste mange år udelukkende til transport af militært udstyr fra de omkringliggende militære anlæg.
I starten af 1930'erne var stationsbygningen i så dårlig stand, at man valgte at erstatte den med den nuværende. Den blev tegnet af Ulrik Plesner, der havde været banens arkitekt siden 1913, og det blev hans sidste opgave inden han døde i 1933. I 1978-79 blev lokalerne udbygget og moderniseret, ikke mindst af hensyn til Postvæsenet. Stationsbygningen rummer nu 2 boliger. I 2006 blev stationen renoveret med ny perron og nyt venteskur.

### Hjørring-Aalbæk Jernbane
I starten af 1900-tallet opstod der planer om en bane mellem Hjørring og Ålbæk med en sidebane fra Vellingshøj til Hirtshals. Banestrækningen blev også vedtaget i den store jernbanelov af 27. maj 1908, men da denne indeholdte hele 51 baneforslag, og der maksimalt måtte gives 4 eneretsbevillinger om året, lod Hjørring-Aalbæk Jernbane (HA) vente på sig. Først i 1915 kom eneretsbevillingen.. Efter Første Verdenskrig var der stor arbejdsløshed, og Hjørring-Aalbæk Jernbane og Hjørring Kommune sendte arbejdsløse i gang med forarbejdet på strækningen til Hirtshals. I 1923 blev resten af arbejdet udliciteret, da Hirtshals Havn var bygget, og Hirtshalsbanen åbnede i 1925. Den oprindelige hovedstrækning til Ålbæk spøgte dog fortsat flere gange, men blev endeligt droppet i 1954. Usikkerheden om Hjørringbanen var årsag til at Ålbæk først så sent fik sin rigtige stationsbygning.

## Trafik
Stationen betjenes af Nordjyske Jernbaner, der foruden Skagensbanen driver Hirtshalsbanen, Vendsysselbanen og Aalborg Nærbane. Så man kan fra Ålbæk køre til Skagen den ene vej og uden togskift helt til Skørping via Frederikshavn, Hjørring og Aalborg den anden vej.